# Cascada Jiao Lung
Cascada Jiao Lung (en chino: 蛟龍瀑布) es la cascada más alta en Taiwán, con una caída total de 600 metros (2.000 pies). Está situada en un acantilado del Monte Da Ta cerca del famoso destino turístico de Alishan, en el distrito de Chiayi. Su ciudad más cercana es la pequeña aldea de Fengshan. Predominantemente estacional, se ha sabido que tiene flujo muy reducido sólo varios días después de las lluvias. Aunque a menudo se dice que es la cascada más alta en el Lejano Oriente, este no es el caso, ya que hay varias cascadas en China, y posiblemente incluso el propio Taiwán, que son aún mayores.